# Sun in Our Eyes
Sun in Our Eyes è un singolo della cantante danese MØ, il secondo estratto dal suo secondo album in studio Forever Neverland e pubblicato il 12 luglio 2018.

## Tracce
1. Sun in Our Eyes (feat. Diplo) – 3:37 (Karen Marie Ørsted, Thomas Wesley Pentz, John Hill, Henry Allen, Ilsey Juber)